# كراسيمير زافيروف
كراسيمير زافيروف (بالبلغارية: Красимир Зафиров)‏ هو لاعب كرة قدم ومدرب كرة قدم بلغاري في مركز حراسة المرمى، ولد في 20 مايو 1950 في Byala, Varna Province ‏ في بلغاريا. شارك مع منتخب بلغاريا لكرة القدم. أما مع النوادي، فقد لعب مع نادي سبارتاك فارنا.